# Siili

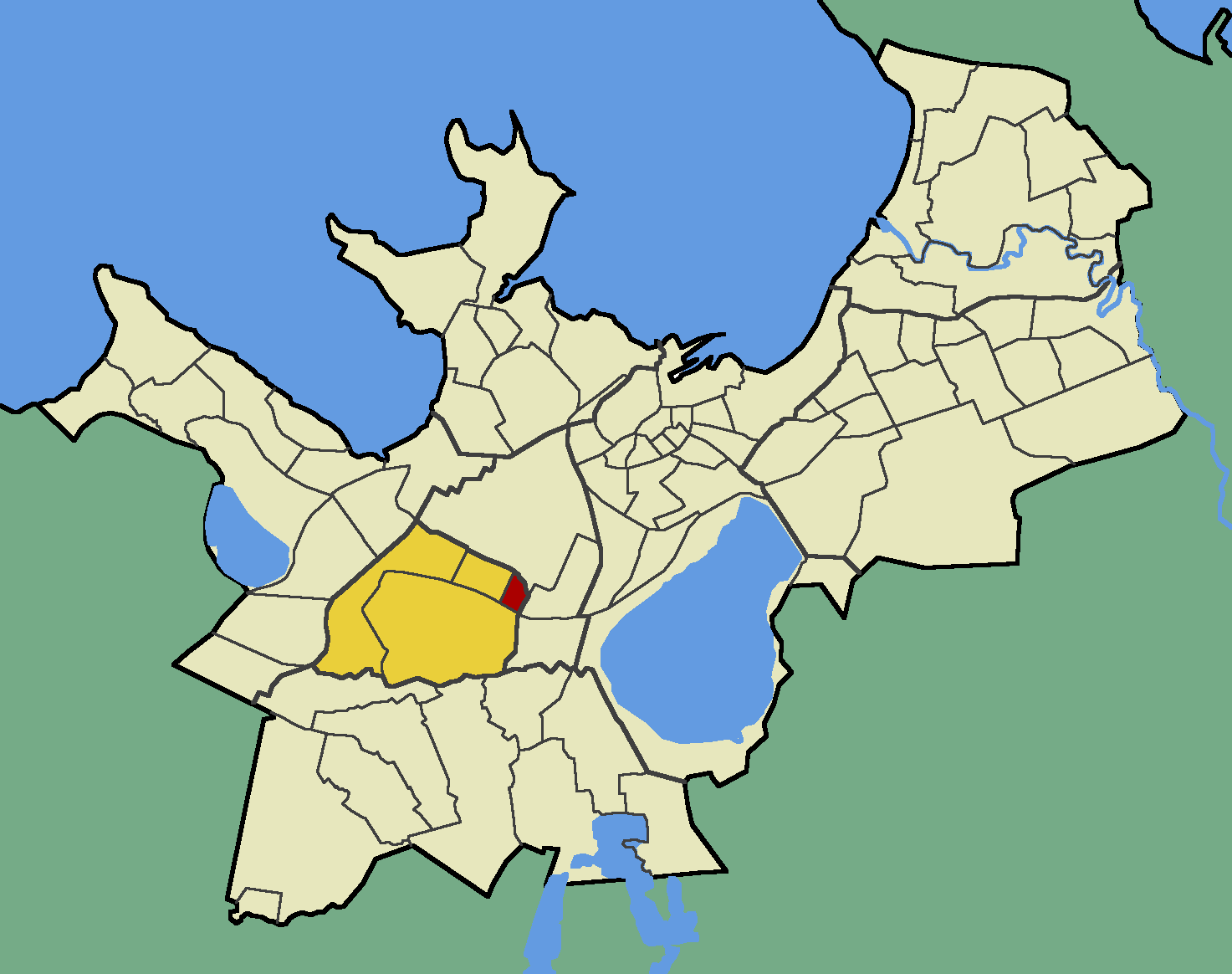
Der Bezirk Siili (rot) im Tallinner Stadtteil Mustamäe (gelb)

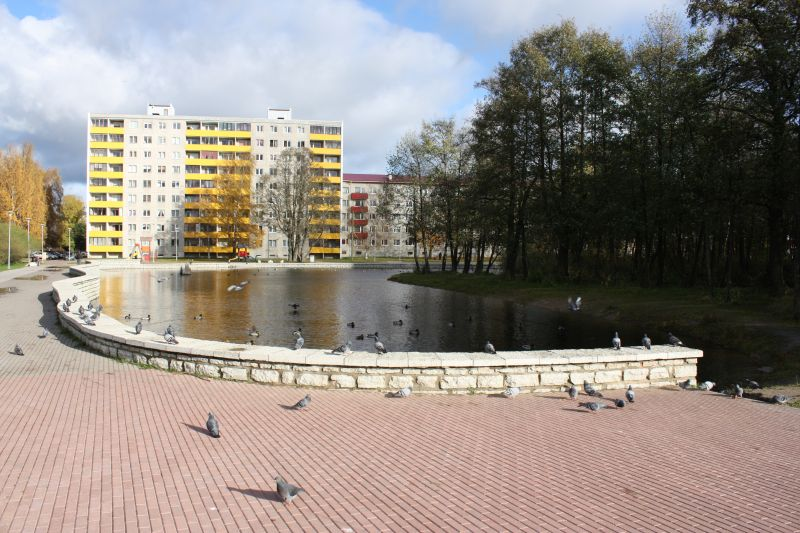
Plattenbauten am Park Parditiigi park. Aufnahme von 2008.

Siili (zu Deutsch „Igel“) ist ein Bezirk (estnisch asum) der estnischen Hauptstadt Tallinn. Er liegt im Stadtteil Mustamäe.

## Beschreibung und Geschichte
Siili hat 3.723 Einwohner (Stand 1. Mai 2010).
Die Trabantenstadt entstand zwischen 1971 und 1974. Sie wird von fünf- und neungeschossigen Wohnhäusern in Plattenbauweise geprägt. Dazwischen liegen ein Einkaufszentrum und kleinere Ladengebäude. Durch Linien- und Trolleybusse ist Siili mit der Tallinner Innenstadt verbunden. Im westlichen Teil des Stadtbezirks liegt der 5,9 Hektar große Park Parditiigi park („Ententeich-Park“).
In Siili befindet sich die 1991 als private Hochschule gegründete Akadeemia Nord. Sie ist seit Juli 2010 Teil der staatlichen Universität Tallinn. Dort werden vornehmlich Juristen ausgebildet. Das Universitätsgebäude in Siili wurde in den 1980er Jahren fertiggestellt und 2002 umfassend renoviert.